# Chori Chori (singel)
"Chori Chori" – szósty singel Arasha, został wykonany z Aneelą, wydany w 2006 roku przez Warner Music Sweden, Zeitgeist i Universal Music.

## Lista utworów
- Vinyl 12" (7 lipca 2006)[1]

A "Chori Chori" (Ali Payami Dub) – 7:24
B "Chori Chori" (Great Barrier Remix) – 5:36
- Vinyl 12", CD maxi-singel (2006)[1]

A1 "Chori Chori" (Ali Payami Dub) – 7:31
A2 "Chori Chori" (Great Barrier Remix) – 5:36
B1 "Chori Chori" (Pachanga Remix) – 4:28
B2 "Chori Chori" (Pachanga Remix Instrumental) – 4:28
- CD maxi-singel, cardboard sleeve (2006)[1]

1. "Chori Chori" (Original Version) – 2:55
2. "Chori Chori" (Ali Payami Remix) – 7:31
3. "Chori Chori" (Great Barrier Remix) – 5:36
4. "Chori Chori" (Pachanga Remix) – 4:30
5. "Chori Chori" (Pachanga Remix Instrumental) – 4:30

## Notowania na listach przebojów
| Kraj       | Lista (2006)    | Najwyższa pozycja |
| ---------- | --------------- | ----------------- |
| Finlandia  | Top 20 Singles  | 5                 |
| Niemcy     | Top 100 Singles | 47                |
| Szwajcaria | Singles Top 100 | 82                |